# George Kohlrieser
George Kohlrieser (* 26. listopadu 1944 Wapakoneta) je klinický a organizační psycholog, autor knih, rétor, konzultant a bývalý policejní vyjednavač. Je profesorem vedení lidí a organizačního chování na Mezinárodním institutu pro rozvoj managementu (IMD) ve švýcarském Lausanne a je autorem oceňované knihy Hostage at the Table a spoluautorem knihy Care to Dare. Je známý tím, že přirovnává rozvoj obchodu a vedení lidí k vyjednávání o rukojmí.

## Profesní život
George Kohlrieser vstoupil ve 13 letech do katolického semináře a setrval v něm osm let. Získal bakalářský titul v oboru psychologie a filozofie na Daytonské univerzitě a v roce 1988 obhájil svou disertační práci o kardiovaskulárním zotavení policistů po prožití vysoce stresových situací a získal doktorát na Státní univerzitě Ohio. Od roku 1968 do roku 1992 byl ředitelem Shiloah Center for Human Growth v Daytoně. Specializoval se na individuální, skupinovou a rodinnou terapii. Současně pracoval jako policejní vyjednavač a psycholog pro daytonské policejní oddělení a na úřadě šerifa okrsku Montgomery. Na daytonském policejním oddělení také řídil programy zvládání stresu a způsobilosti policistů pro výkon služby.
V letech 1979 až 1989 moderoval na rozhlasových stanicích WAVI, WING a WHIO v Ohiu talk show „Matters of the Mind“.
Od roku 1998 je profesorem Mezinárodním institutu pro rozvoj managementu (IMD),[5] kde je autorem a zároveň ředitelem výukových programů pro vrcholové manažery - High Performance Leadership (HPL) a Advanced High Performance Leadership (AHPL). Je také spolupracujícím klinickým profesorem psychologie na Wrightově státní univerzitě v Daytoně a čestným profesorem univerzity Amity v Noidě v Indii. Byl členem dozorčí rady institutu Neuroleadershipu. George Kohlrieser je členem Society of International Business Fellows (SIBF). Byl prezidentem Mezinárodní asociace pro transakční analýzu (ITAA). 
Kohlrieser působil jako přednášející a facilitátor na Světovém ekonomickém fóru o Blízkém východě, konaném v Egyptě v květnu roku 2006. Také přednesl hlavní projev na summitu v Zermattu. V roce 2014 také přednášel na konferenci TEDx o zkušenostech s vyjednáváním rukojmích.
George Kohlrieser ve své práci čerpá z různých vědeckých disciplín, jako je teorie citové vazby, neurovědě, kognitivní věda, sociální neurověda a výkonnostní studie.

## Publikace
- KOHLRIESER, George. Hostage at the Table: How Leaders Can Overcome Conflict, Influence Others and Raise Performance. [s.l.]: [s.n.], 2006. Dostupné online. ISBN 978-0-7879-8384-0.
- KOHLRIESER, George. Care to Dare: Unleashing Astonishing Potential Through Secure Base Leadership. [s.l.]: [s.n.], 2012. Dostupné online. ISBN 978-1-1199-6157-4.